# Heinrich Stillings Jugend

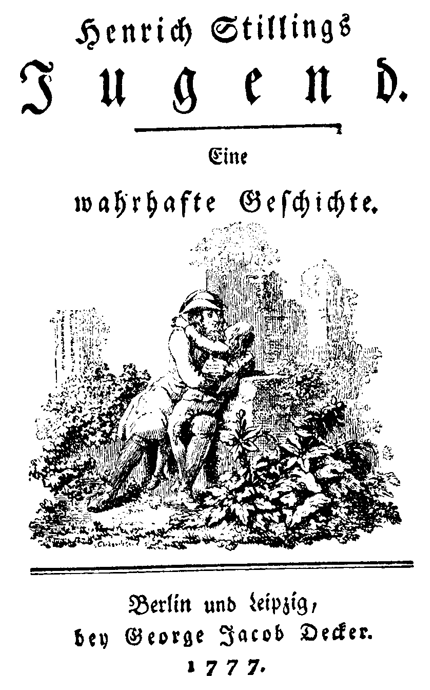
Schmutztitel der Erstausgabe von Henrich Stillings Jugend aus dem Jahr 1777. Wilhelm und sein Sohn Henrich vor der künstlerisch dargestellten Ruine der Ginsburg (anonymer Stich)

Heinrich Stillings Jugend (ursprünglich Henrich Stillings Jugend) ist der erste Teil der Autobiographie von Johann Heinrich Jung, danach genannt Jung-Stilling. Er reicht von der Heirat seiner Eltern bis zum Tod seines Großvaters, als er elf Jahre alt ist, und erschien 1777. Es folgten Heinrich Stillings Jünglingsjahre (1778), Heinrich Stillings Wanderschaft (1778), Heinrich Stillings häusliches Leben (1789), Heinrich Stillings Lehrjahre (1804).

## Inhalt

### Übersicht
Die Erzählung gliedert sich in vier etwa gleich lange Abschnitte, die jeweils auf ein entscheidendes Ereignis zulaufen. Zuerst geht es um die Heirat von Schneider Wilhelm Stilling und Dortchen, der Tochter des Predigers und Alchemisten Moritz, den Eltern des Autors. Nachdem Dortchen ihren Vater verliert und am 12. September 1740 Sohn Henrich bekommt, wird sie schwermütig und stirbt. Im dritten Abschnitt wird Henrichs strenge Erziehung geschildert. Schließlich stirbt Henrichs Großvater Eberhard Stilling.

### Heirat der Eltern
Das Buch beginnt mit einer Beschreibung des Heimatdorfs Tiefenbach. Eberhard Stilling geht eben von seiner Köhlerhütte heim und beschaut den Sonnenuntergang. Nachbar Stähler meint ihm Angst zu machen mit der Nachricht, dass sein Sohn Wilhelm, Schulmeister in Lichthausen und Schneider, das arme Dortchen, die Tochter des vertriebenen Predigers Moritz, heiraten will. Stilling aber macht sich deshalb keine Sorgen. Er habe seinen sechs Kindern, zwei Söhne und vier Töchter, eingepflanzt, das Böse zu verabscheuen und nur auf Fleiß und Frömmigkeit zu achten. Zu Hause erbittet Wilhelm sein Einverständnis und am nächsten Tag in Lichthausen das vom Brautvater. Der willigt ein und schießt zur Feier eine Schnepfe. Dabei kommt es mit den Jägern zum Streit, den Wilhelm und sein älterer verheirateter Bruder Johann schlichten müssen. Am lang vorbereiteten Hochzeitsabend, während die Brautleute im Wald spazieren gehen, spricht Eberhard mit Moritz über die Alchemie, mit der dieser seine Familie in finanzielle Schwierigkeiten gebracht habe, und über die Wunder Gottes. Er schlägt ihm vor, wieder als Uhrmacher zu arbeiten und mit Dortchen zu ihm ins Haus zu ziehen. Doch der Alchemist will vorher einen letzten Versuch wagen, den Stein der Weisen zu finden.

### Heinrichs Geburt und Tod seiner Mutter
Die veränderten Familienverhältnisse spiegeln sich in der neuen Sitzordnung zu Tisch. Dortchen erhält den freien Platz des Sohnes Johann, der sich auf Wissenschaft versteht und über dessen Besuche sich alle freuen. Dortchen tut sich schwer mit der harten Feldarbeit und man kommt überein, dass sie ihrem Mann in der Schneiderei hilft. Ihr Vater Moritz, der entgegen Eberhards Angebot allein geblieben ist, um weiter zu experimentieren, stirbt resigniert über die Sinnlosigkeit seines Lebenswerkes. Henrich wird geboren. Der Pastor kommt zum Essen, aber geht bald wieder, weil Großvater Stilling seiner Herrschsucht Grenzen setzt. Dortchen wird nach der Geburt melancholisch und teilnahmslos. Bei einem Spaziergang mit Wilhelm am Geisenberger Schloss eineinhalb Jahre nach der Geburt vergleicht sie ihre Schwermut mit verdorrten Blumen an der Ruine. Sie bekommt Fieber und stirbt zwei Wochen später.

### Erziehung
Wilhelm erholt sich lange nicht vom Tod seiner Frau, er gibt seine Schulmeisterstelle auf und zieht sich von den Menschen zurück. Versuche seiner Schwestern, ihn aufzuheitern, scheitern, was Eberhard in seiner Menschenkenntnis gar nicht erst versucht. Wilhelm lässt sich von der Theologie des Pietisten Niclas beeinflussen, erzieht Henrich von der Gesellschaft abgeschieden streng religiös und lehrt ihn Legenden, Märchen und Sagen lesen. Er öffnet den Lebensraum seines inzwischen neunjährigen Sohnes, der seiner Mutter ähnelt, erst bei einer gemeinsamen Wanderung zum Geisenberger Schloss, wo Henrich das bei der letzten Wanderung seiner Eltern verloren gegangene Messer mit Dortchens Namen findet. Nun versichert Wilhelm seinem Sohn seine Liebe (Titelbild) und befreit ihn aus seiner Isolation. Erstmals besucht er mit ihm die Kirche und das Grab seiner Mutter. Henrich begleitet jetzt auch den Großvater zur Köhlerhütte, dort erzählt ihm dieser ihre Familiengeschichte.

### Tod des Großvaters
In der Familie Stilling gibt es jetzt einige Veränderungen. Drei Töchter heiraten und verlassen das Haus. Wilhelm nimmt wieder eine Lehrerstelle an, diesmal im Heimatdorf Tiefenbach. Pastor Stollbein fällt die Begabung Henrichs auf und überredet Wilhelm, ihn die Lateinschule in Florenburg besuchen zu lassen. Er lernt gut, aber nicht nach den vorgegebenen Regeln, sondern auf seine Art, wofür Stollbein ihn rügt. Eberhard Stilling gibt wegen seines Alters das Köhlerhandwerk auf. Bei einem Waldgang erzählt Mariechen einmal ihrem Neffen Henrich das Märchen von Joringel und Jorinde, während der Großvater eine Jenseitsvision von Dortchen im Himmelreich hat. Seine Frau Margaretha sieht darin ein Vorzeichen auf seinen Tod und warnt ihn, wie in jedem Jahr einen Teil des Daches neu mit Stroh zu decken, aber er glaubt an die göttliche Vorbestimmung des Lebens und führt die Reparatur allein aus. Er stürzt dabei, ist zwei Tage lang bewusstlos und stirbt.

## Romantische Symbolik und Binnengeschichten
Heinrich Stillings Jugend besteht aus Gesprächen und Beschreibungen, die beispielhaft die häuslichen Verhältnisse seiner Kindheit zeigen. Dabei ist maßgeblich die ruhige Autorität des Großvaters. Sie wird z. B. anhand der Sitzordnung an seinem Tisch gezeigt, den er gemacht hat und besteht offenbar auch im Dorf, wie sein Auftreten gegenüber dem gefürchteten Pastor sowie der Vergleich mit dem einsamen Alchemisten Moritz zeigt.
Die zentrale Stelle des Buches ist der Spaziergang zur Ruine, wo Stillings sterbende Mutter sagt „das ist recht mein Ort“. Auch Moritz und Großvater Eberhard besuchen den Ort vor ihrem Tod. Für Wilhelm und Henrich ist sie Wallfahrtsort zu Dortchens Geist. Daneben dienen Kälte und der Schatten unter den Bäumen als Zeichen des nahen Endes, beim Großvater auch der Lauf der Sonne, die er gern anschaut.
Wilhelm antwortet seinem Vater, wovon er mit seinen kranken Füßen und das Mädchen, das „zur schweren Arbeit nicht angeführt“ ist, leben sollen: „Ich will mit meiner Hantierung mich wohl durchbringen, und mich im übrigen ganz an die göttliche Vorsorge übergeben; die wird mich und meine Dorthe ebensowohl ernähren, als alle Vögel des Himmels.“ Danach hört er durchs Fenster zwei Nachtigallen wechselseitig singen. Dieses war Wilhelmen öfters ein Wink gewesen. Bei ihrem bedeutungsvollen Spaziergang auf den Geisenberg schlungen sie sich in ihre Arme und gingen Schritt vor Schritt unter dem Schatten der Bäume, und dem vielfältigen Zwitschern der Vögel. Täubchen und Nachtigallen kommen wieder im Märchen von Jorinde und Joringel vor und, im letzten Satz des Buches, auf dem Grab des Großvaters.
Die entscheidenden Ereignisse werden jeweils von einer Erzählung oder einem Lied begleitet: Am Hochzeitsabend singen die Schwestern des Bräutigams das schöne weltliche Liedlein vom Ritter mit dem schwarzen Pferd. Beim Spaziergang vor Dortchens Tod erzählt ihr Mann die Geschichte vom Räuberhauptmann Johann Hübner, sie singt vom weißen Rösselein. Auf der Köhlerhütte erzählt der Großvater seinem Enkel eine Anekdote von seinem eigenen Großvater, der auch Henrich hieß und als Fuhrmann wacker gegen eine Bande Räuber kämpfte. Die „Historie von Joringel und Jorinde“ bekommt Henrich von Tante Mariechen erzählt, während der Großvater seine Vision des bevorstehenden Todes hat.
Im Hintergrund steht stets Stillings Erziehung zu Frömmigkeit und Abscheu vor dem Bösen. Ein ähnlicher Gegensatz zeigt sich nach dem Hochzeitsessen zwischen dem Pietisten Eberhard Stilling, der die Sterne als Gottes Wunder bestaunen und dem Alchemisten Moritz, der in die Natur eindringen will. Dabei deutet sich gleichzeitig ein Unterschied an zwischen Eberhard und seiner Frau, die lieber Blumen anschaut, ähnlich zwischen dem Forscher Johann und seiner pragmatischen Frau. Der Familiengegensatz setzt sich in Dortchen fort, die besonders nach dem Tod ihres Vaters bei Stillings nicht glücklich wird. Ein weiterer solcher Gegensatz ist der zwischen Henrichs und seines Vaters Bildungsehrgeiz und frommem Misstrauen gegen das weltliche. Diese Schwarzweiß – Dualismen drücken sich sprachlich oft als Oxymoron aus, z. B. Dortchen mit ihrem Wilhelm hatten recht die Wonne der Wehmut gefühlt, laut Dieter Cunz typisch pietistischer Wortschatz.

## Werksgeschichte
Johann Heinrich Jung schrieb diesen ersten Teil seiner Autobiographie 1772 unmittelbar nach seinem Weggang aus Straßburg, wo er studiert hatte, für seine Studienfreunde, die er damit im Glauben festigen wollte. Später gab er eine Abschrift seinem engsten Studienfreund Goethe mit, der es ohne sein Wissen in der heute bekannten, gekürzten Form 1777 in Berlin drucken ließ. Es wurde das literarische Ereignis des Jahres und eine Art Vorgriff auf die Romantik. Der Autor blieb trotz verfremdeter Orts- und Personennamen nicht lange unerkannt und wird seitdem Jung-Stilling genannt. Sein Vater hieß in Wirklichkeit Johann Helmann Jung, seine Mutter Johanna Dorothea (geb. Fischer). Sein Onkel Johann hieß wie er selbst Johann Heinrich Jung.

## Einflüsse
Das Dorf Tiefenbach bei Florenburg ist das heute eingemeindete Grund bei Hilchenbach. Das Geisenberger Schloss ist die Ginsburg. Stilling wurde von Johann Gottfried Herder beeinflusst. Für Heinrich Stillings Jugend soll Oliver Goldsmiths Der Pfarrer von Wakefield Vorbild gewesen sein (obwohl Stilling ihn nicht erwähnt).
Stilling nennt exemplarisch einige Geschichten, teils geistliche, teils weltliche, die er als Kind, neben Bibel und Katechismus, lesen durfte und deren idealisierte Charaktere er nie vergaß: Der Kaiser Oktavianus mit seinen Weib und Söhnen (1535), Die Historie von den vier Haimonskindern (1535), Die schöne Melusine (1456), Gottfried Arnolds Leben der Altväter (1700) und Johann Heinrich Reitz’ Die Historie der Wiedergeborenen. Er spielte allein die Melusine, die türkische Sultanstochter Marcebilla und Reinold (aus Renaus de Montauban) nach. In der Bibliothek des Schulmeisters fand er Reineke Fuchs (1498), Hans Clawerts Werckliche Historien von Bartholomäus Krüger (1587), und wieder Kaiser Oktavianus mit seinem Weib und Söhnen, die Historie von den vier Haimonskindern, Peter und Magelone, Die schöne Melusine. Sein Onkel wurde als Alchemist von Johann Friedrich Helvetius’ Das güldne Kalb beeinflusst, sein Vater von religiösen Schriften von François Fénelon und Thomas von Kempens Nachfolge Christi.

## Rezeptionen
Die Brüder Grimm übernahmen die Sage vom Räuber Johann Hübner in ihre Deutschen Sagen (Nr. 129) und das Märchen Jorinde und Joringel in ihre Kinder- und Hausmärchen (Nr. 69).
Novalis, der Jung-Stillings Werk kannte, verwendet in seinem Roman Heinrich von Ofterdingen eine ähnliche Symbolsprache.